# Chamant (Oise)
Chamant ist eine französische Gemeinde mit 1.037 Einwohnern (Stand: 1. Januar 2022) im Département Oise in der Region Hauts-de-France. Chamant gehört zum Arrondissement Senlis und zum Kanton Senlis.

## Geographie
Chamant ist ein kleiner Vorort nordöstlich von Senlis. Umgeben wird Chamant von den Nachbargemeinden Villers-Saint-Frambourg-Ognon im Norden und Nordosten, Barbery im Osten, Mont-l’Évêque im Süden und Südosten sowie Senlis im Süden und Westen.
Durch die Gemeinde verläuft die Autoroute A1.

## Bevölkerungsentwicklung
| 1962                      | 1968 | 1975 | 1982 | 1990 | 1999 | 2006 | 2013 |
| ------------------------- | ---- | ---- | ---- | ---- | ---- | ---- | ---- |
| 590                       | 619  | 720  | 665  | 953  | 957  | 929  | 912  |
| Quelle: Cassini und INSEE |      |      |      |      |      |      |      |

## Sehenswürdigkeiten
Siehe auch: Liste der Monuments historiques in Chamant (Oise)
- Kirche Notre-Dame, seit 1921 Monument historique
- Kirche Sainte-Foy in Balagny-sur-l'Aunette, seit 1970 Monument historique
- Kapelle Notre-Dame-de-Bon-Secours
- Wasserturm, 1895 konstruiert von Gustave Eiffel, Monument historique seit 1998

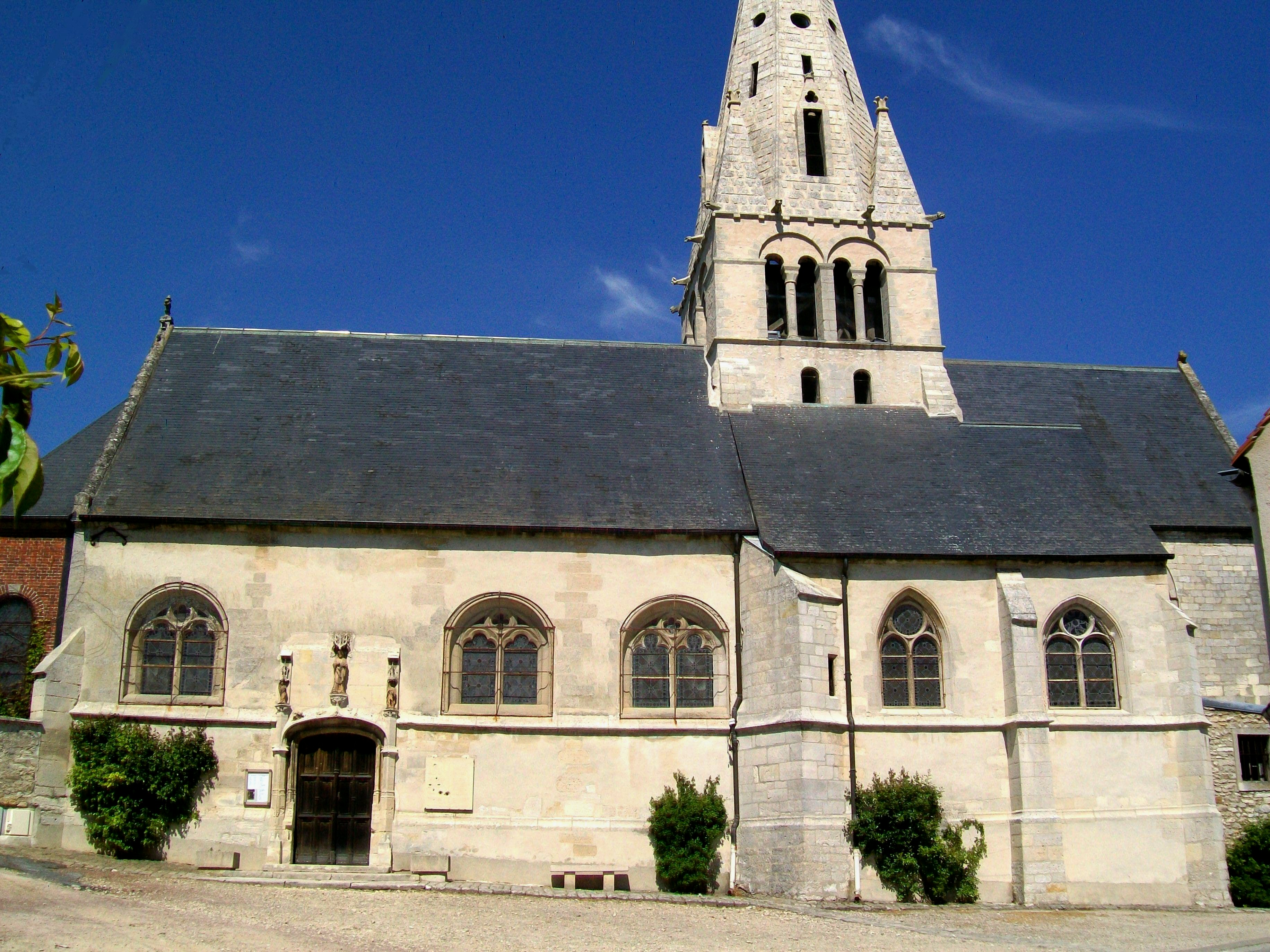
Kirche Notre-Dame
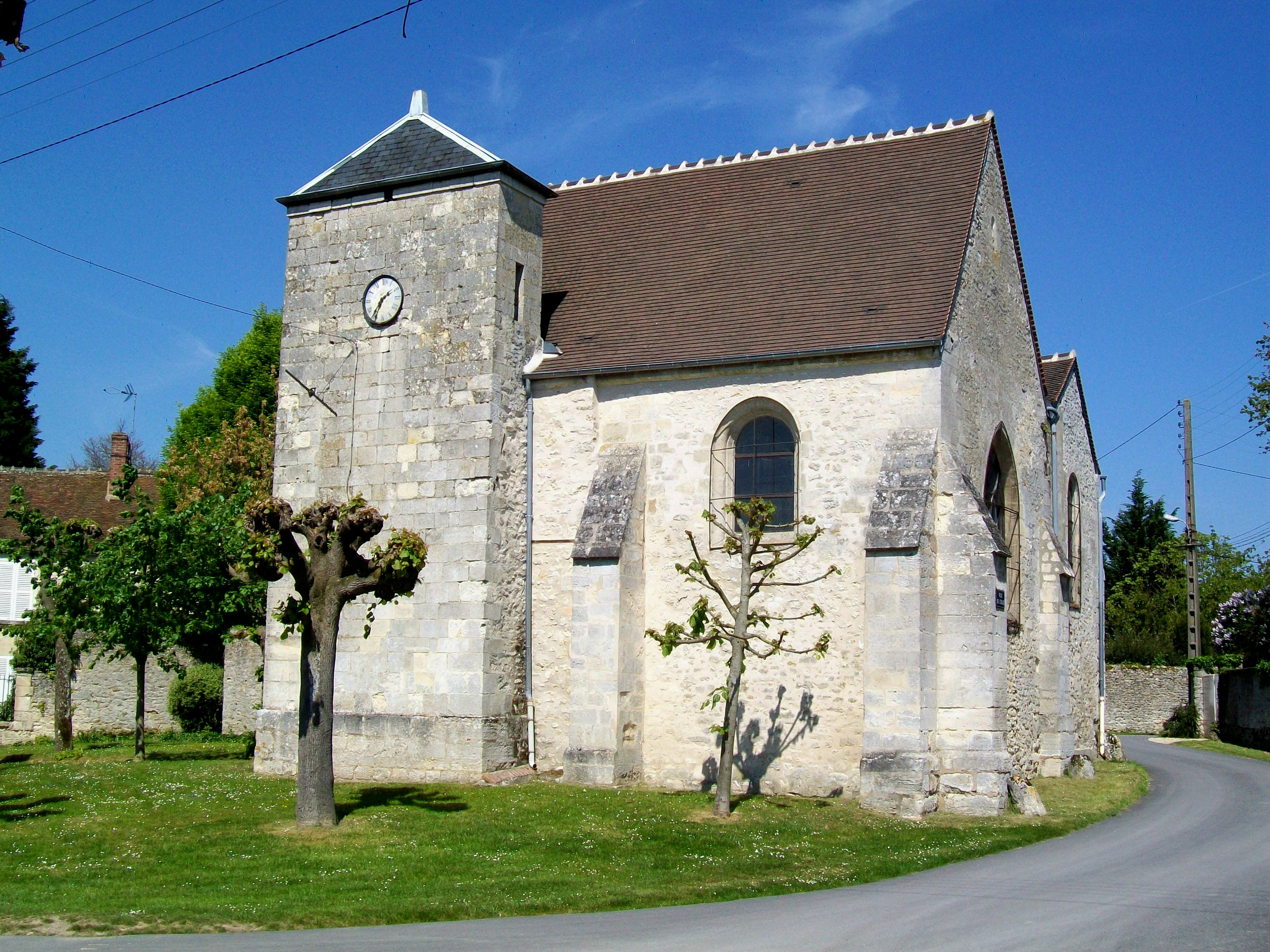
Kirche Sainte-Foy
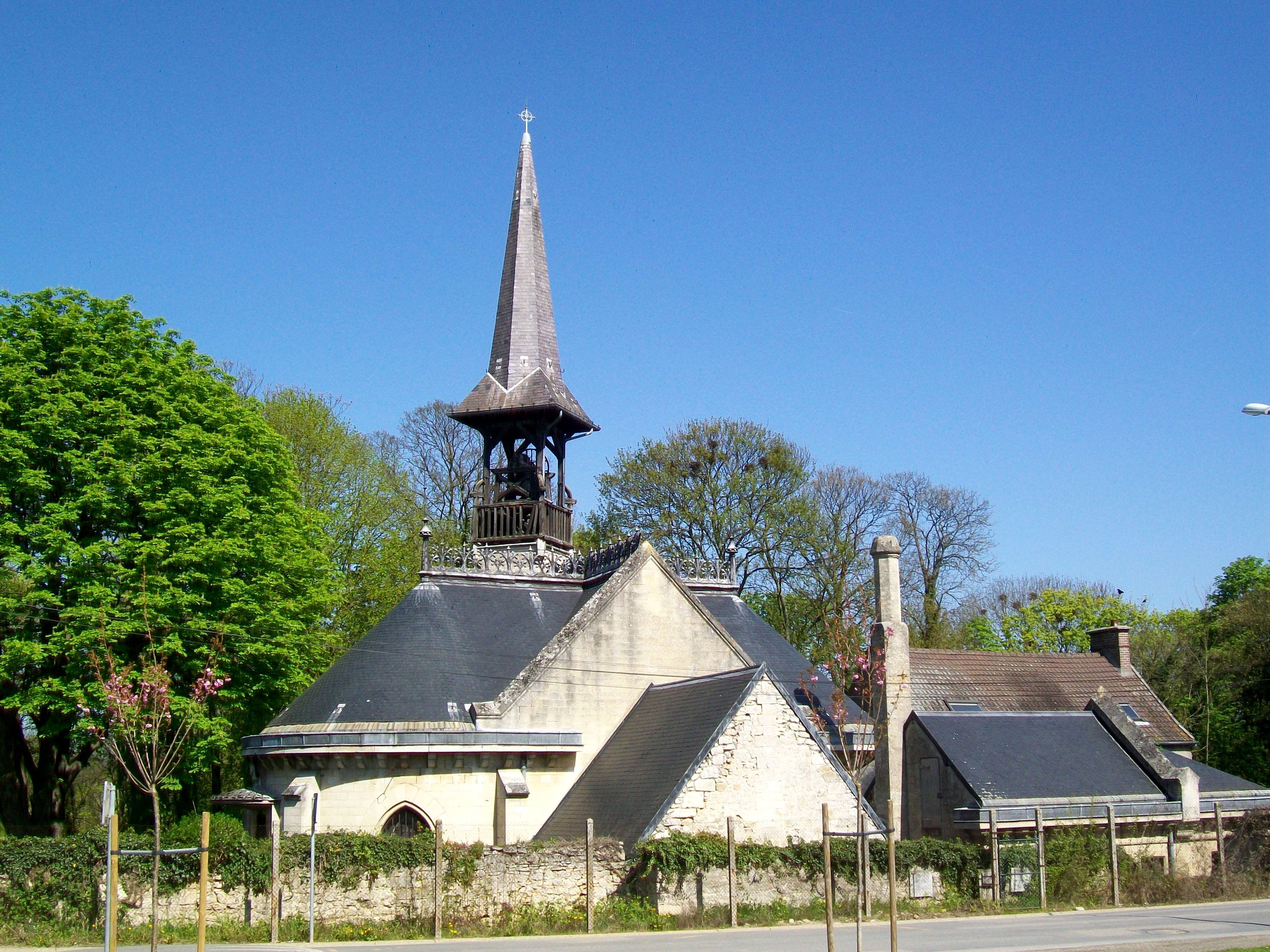
Kapelle Notre-Dame-de-Bon-Secours
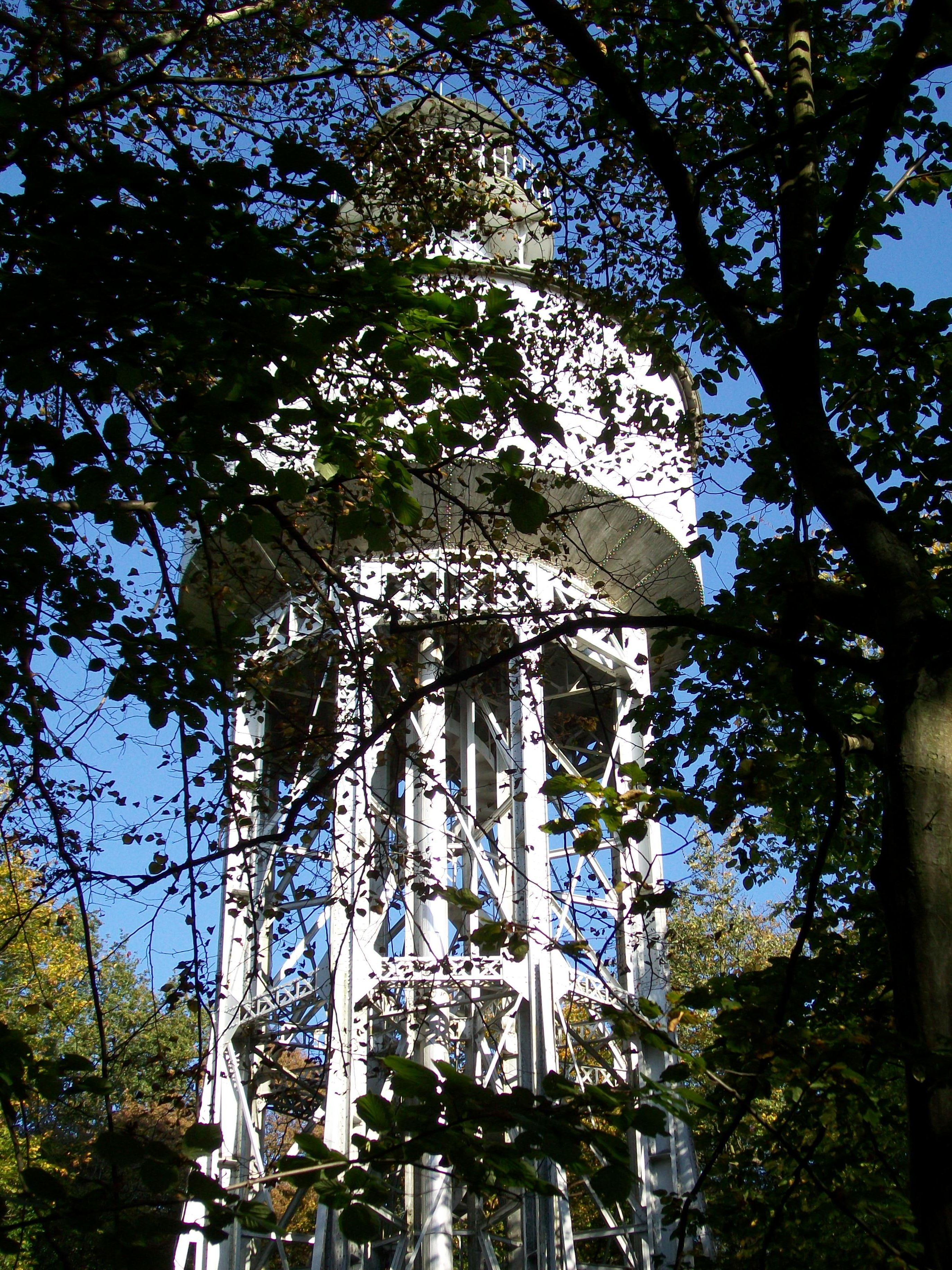
Wasserturm